# Mimicat
Marisa Isabel Lopes Mena, poklicno znana kot Mimicat, portugalska pevka in besedilopiska, *25. oktober 1984

## Glasebna kariera
Mimicat je glasbeno kariero začela leta 2001, ko je sodelovala s pesmijo »Mundo colorido« na Festivalu da Canção 2001, nacionalnem izboru Portugalske za Pesmi Evrovizije 2001. Nastopala je pod imenom Izamena, vendar je obstala v polfinalu. Leta 2009 je diplomirala iz zvoka in slike.
Leta 2014 se je pridružila skupini The Casino Royal, pri kateri je bila pevka in besedilopiska. Istega leta je izdala svoj prvi album kot Mimicat, »For You«. Njeno umetniško ime Mimicat je kombinacija Mimi in Cat.
Na Festival da Canção se je ponovno uvrstila leta 2023 s pesmijo »Ai coração«. S pesmijo je na tekmovanju zmagala in postala predstavnica Portugalske na Pesmi Evrovizije 2023. Nastopila je v prvem polfinalu in se vrstila v polfinale v katerem je zasedla 23. mesto s 59 točk.

## Zasebno življenje
Zunaj svoje glasbene kariere je Mimicat delala kot nepremičninska agentka.  Marisa je poročena in ima dva otroka.

## Diskografija

### Studijski albumi
| Naslov                                                                            | Podrobnosti                                                                                    | Najvišja uvrstitev na lestvici |
| Naslov                                                                            | Podrobnosti                                                                                    | POR                            |
| --------------------------------------------------------------------------------- | ---------------------------------------------------------------------------------------------- | ------------------------------ |
| »For You«                                                                         | - Izdano: 20. oktober 2014 - Založba: Sony Music - Formati: digitalni prenos, pretakanje       | —                              |
| »Back in Town«                                                                    | - Objavljeno: 22. september 2017 - Založba: Sony Music - Formati: digitalni prenos, pretakanje | 43                             |
| »—« označuje album, ki se ni uvrstil na lestvico ali ni bil izdan na tem ozemlju. |                                                                                                |                                |

### EP
| Naslov                                                                                       | Podrobnosti                                                                                  |
| -------------------------------------------------------------------------------------------- | -------------------------------------------------------------------------------------------- |
| »25. april (Através de dois clássicos revisitados)« (skupaj z José Calvário in Ângela Silva) | - Objavljeno: 22. marec 2024 - Založba: Rossio Music - Formati: digitalni prenos, pretakanje |

### Pesmi
| Naslov                                                                             | Leto | Najvišja uvrstitev na lestvici | Najvišja uvrstitev na lestvici | Album / EP   |
| Naslov                                                                             | Leto | POR                            | LTU                            | Album / EP   |
| ---------------------------------------------------------------------------------- | ---- | ------------------------------ | ------------------------------ | ------------ |
| »Tell Me Why«                                                                      | 2014 | —                              | —                              | For You      |
| »Saviour«                                                                          | 2015 | —                              | —                              | For You      |
| »Stay Strong«                                                                      | 2016 | —                              | —                              | Back in Town |
| »Gave Me Love«                                                                     | 2016 | —                              | —                              | Back in Town |
| »Fire«                                                                             | 2017 | —                              | —                              | Back in Town |
| »Going Down«                                                                       | 2017 | —                              | —                              | Back in Town |
| »Feels So Good«                                                                    | 2018 | —                              | —                              | Back in Town |
| »Going Down«                                                                       | 2018 | —                              | —                              | Back in Town |
| »Tudo ao ar«                                                                       | 2021 | —                              | —                              | —            |
| »Mundo ao Contrário« (skupaj s Filipe Gonçalves)                                   | 2022 | —                              | —                              | —            |
| »Ai coração«                                                                       | 2023 | 24                             | 34                             | —            |
| »Vais ter saudades«                                                                | 2023 | —                              | —                              | —            |
| »Peito«                                                                            | 2024 | —                              | —                              | —            |
| »Dança comigo«                                                                     | 2024 | —                              | —                              | —            |
| »—« označuje singel, ki se ni uvrstil na lestvico ali ni bil izdan na tem ozemlju. |      |                                |                                |              |